# Meczet Alladyna w Synopie
Meczet Alladyna (tur. Alâeddin Camii) – meczet położony w miejscowości Synopa w północnej Turcji nad Morzem Czarnym. Zbudowany przez sułtana seldżuckiego Kajkubada I. Dziedziniec meczetu otoczony jest szerokim murem.
Meczet posiada pięć kopuł, ozdobny marmurowy mihrab, minaret oraz rozległy dziedziniec, na którym znajduje się fontanna.

## Galeria

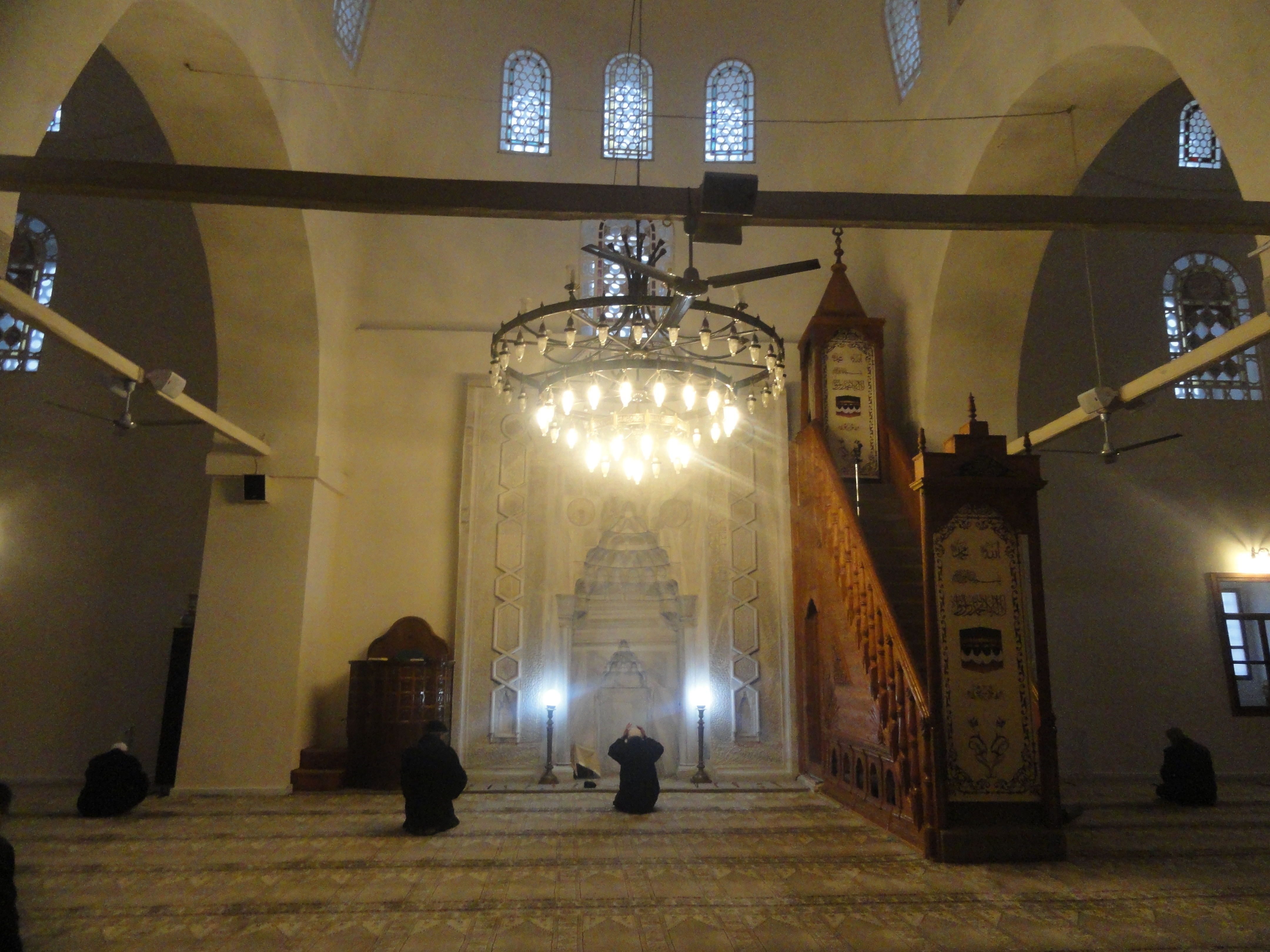
Widok na mihrab
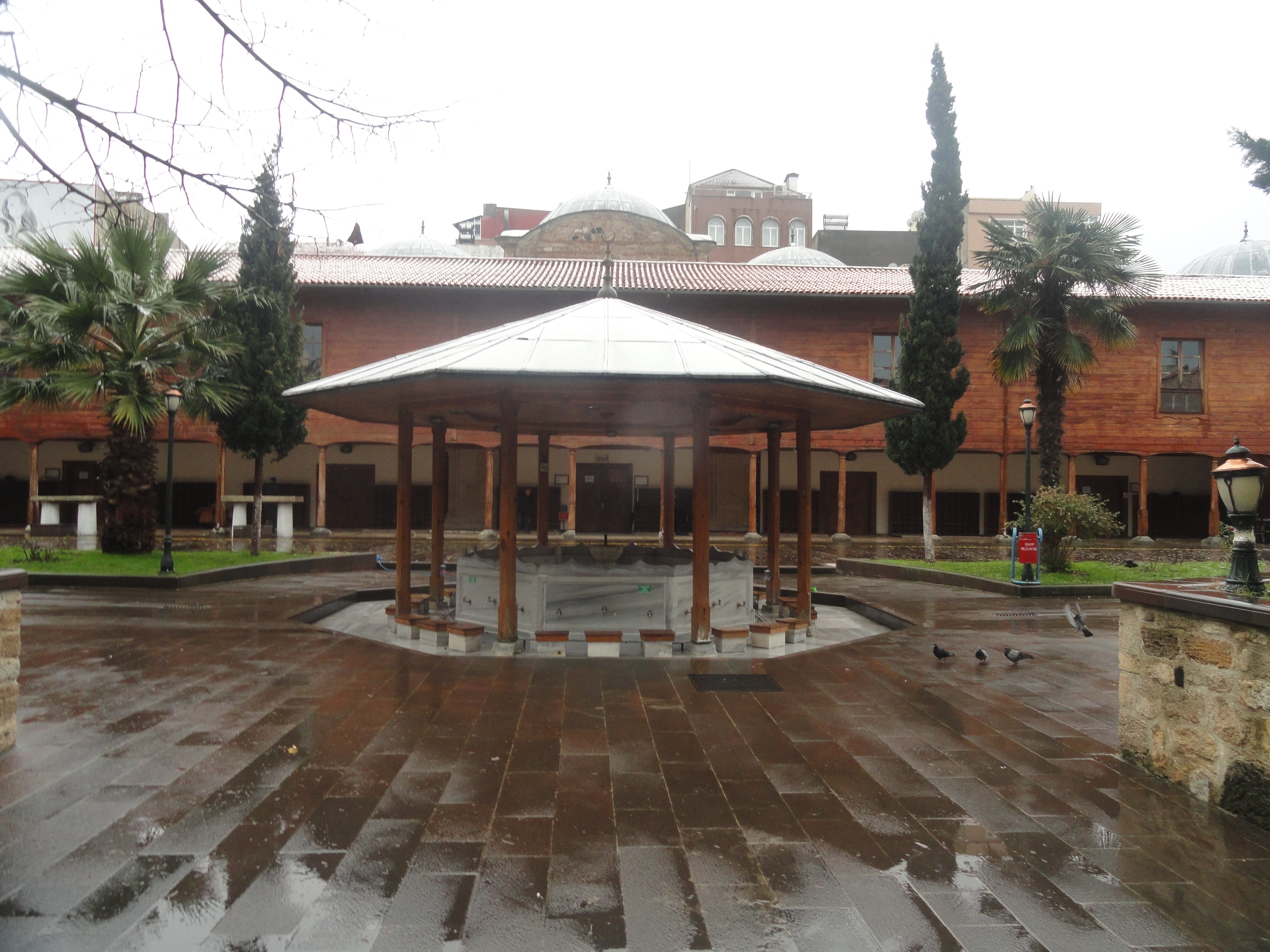
Dziedziniec meczetu
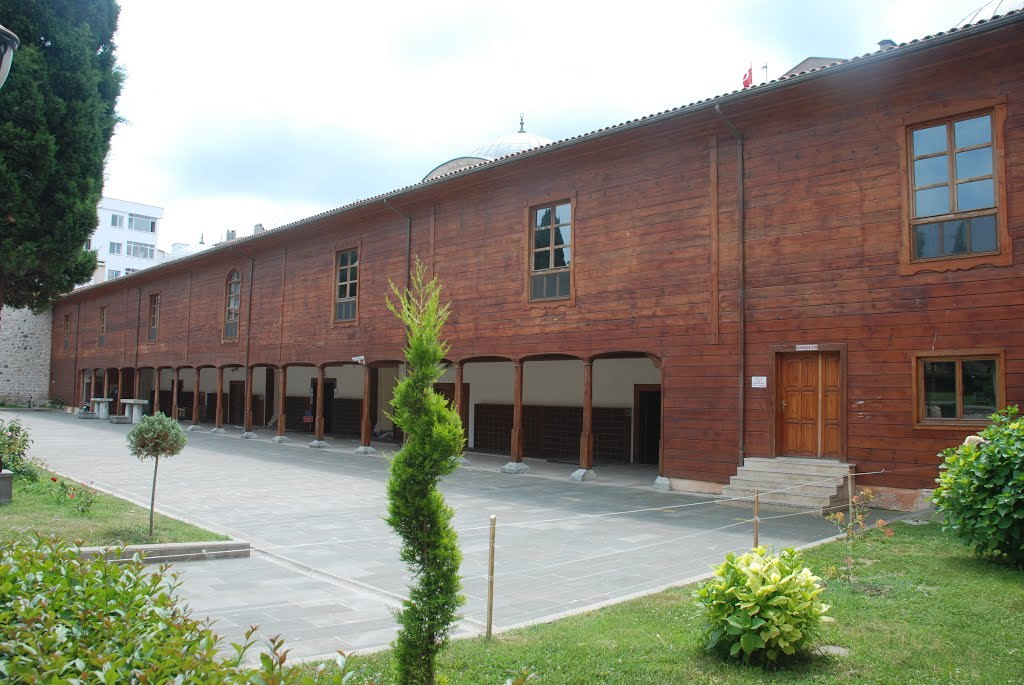
Mur zewnętrzny otaczający meczet